# Coptops mourgliai
Coptops mourgliai es una especie de escarabajo longicornio del género Coptops, tribu Mesosini, subfamilia Lamiinae. Fue descrita científicamente por Villiers en 1974.

## Descripción
Mide 12,5 milímetros de longitud.

## Distribución
Se distribuye por Comoras.